# Corn Hill (Hopper)
Pour les articles homonymes, voir Corn Hill.
Corn Hill – ou Truro, Cape Cod – est un tableau réalisé par le peintre américain Edward Hopper en 1930. Cette huile sur toile est un paysage qui représente une colline sur laquelle sont bâties plusieurs maisons, à Truro, une localité du cap Cod, dans le Massachusetts. L'œuvre est conservée au musée d'Art McNay, à San Antonio, au Texas, d'autres représentations du même site par l'artiste existant par ailleurs.